# Schweizerische Südostbahn (1890)
Die Schweizerische Südostbahn (SOB) war eine Eisenbahngesellschaft in der Zentralschweiz mit Sitz in Wädenswil. Sie entstand 1890 durch die Fusion der Wädenswil-Einsiedeln-Bahn und der Zürichsee–Gotthardbahn und betrieb die normalspurigen Adhäsionsstrecken Wädenswil–Einsiedeln, Rapperswil–Pfäffikon SZ, Pfäffikon SZ–Samstagern und Biberbrugg–Arth-Goldau. 2001 fusionierte sie mit der Bodensee-Toggenburg-Bahn zur «neuen» Schweizerischen Südostbahn. Das Netz der «alten» SOB bezeichnet die «neue» Südostbahn als Südnetz.

## Geschichte

### Vorgängerbahnen und Bau

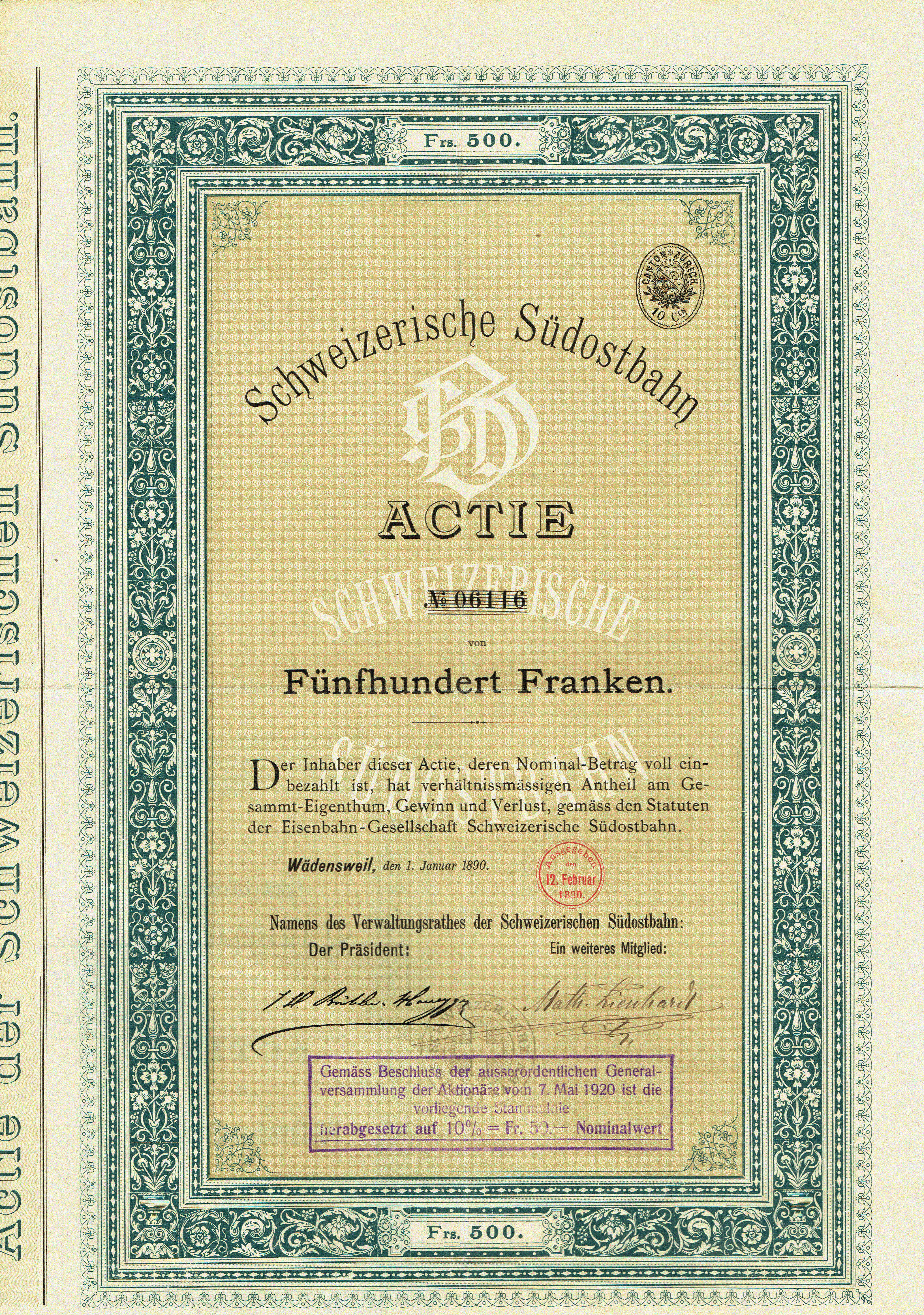
Gründeraktie über 500 Franken der Schweizerischen Südostbahn vom 1. Januar 1890

Zur Erschliessung des Wallfahrtsorts Einsiedeln nahm die Wädenswil-Einsiedeln-Bahn (WE) 1877 die Strecke Wädenswil–Einsiedeln in Betrieb. Obwohl die Uetlibergbahn seit 1875 anstandslos 70-Promille-Steigungen überwand, wollte man wegen des erwarteten grossen Pilgerverkehrs mit Hilfe des Walzenradsystems Wetli die Zugkraft vergrössern. Während des Probebetriebs ereignete sich ein schwerer Unfall, und die Bahn wurde als normale Adhäsionsbahn betrieben. Der Betrieb wurde nicht selber geführt, sondern mit einem Betriebsvertrag der Schweizerischen Nordostbahn (NOB) übergeben.

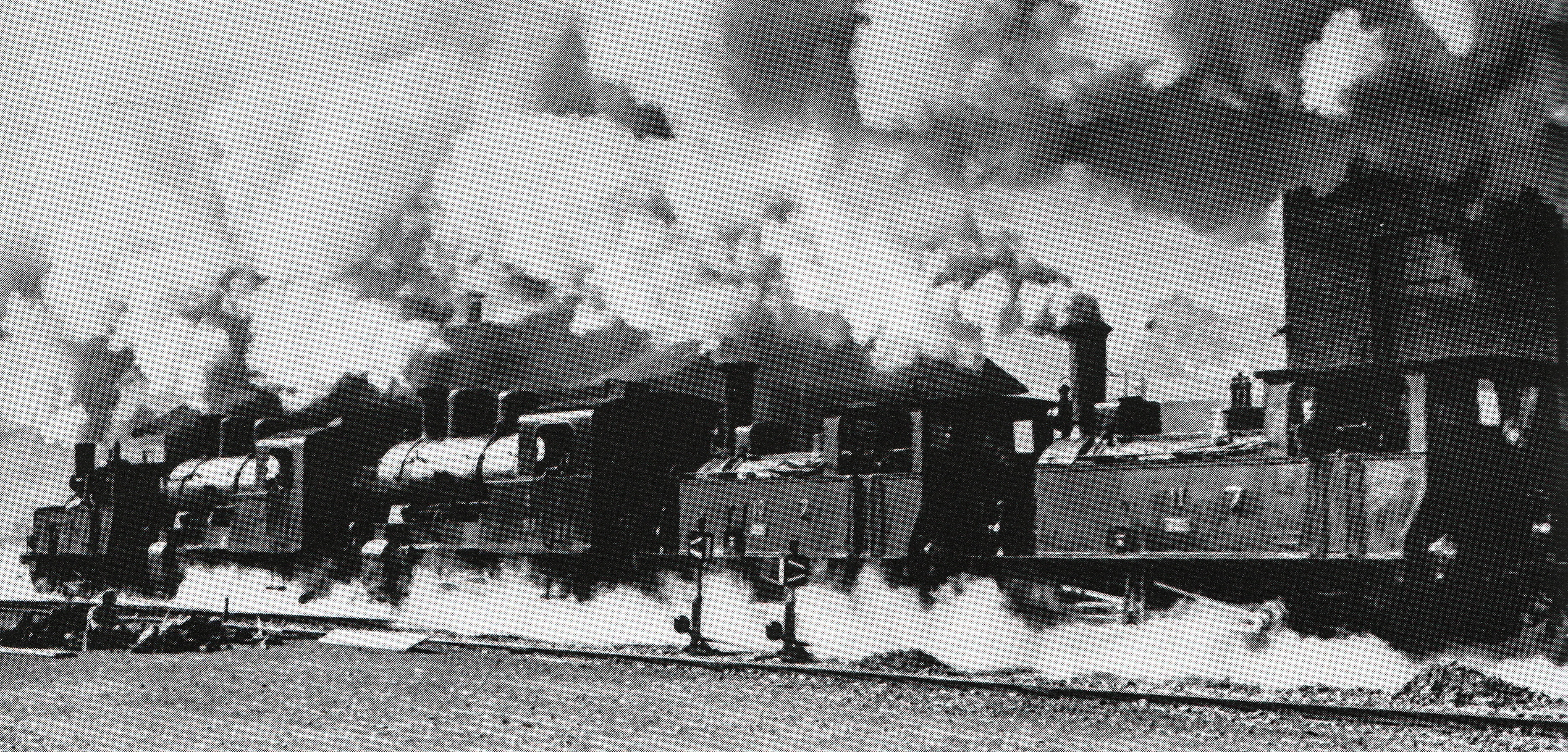
Fünf Dampflokomotiven der Südostbahn im Bahnhof Samstagern, hinten die E 3/3 10 und 11.

1878 eröffnete die Zürichsee–Gotthardbahn (ZGB) den Betrieb der Eisenbahnstrecke über den neu gebauten Seedamm von Rapperswil nach Pfäffikon SZ. Der Betrieb wurde den Vereinigten Schweizerbahnen, einer Konkurrentin der NOB, übertragen. Die Weiterführung der ZGB sollte eine Verbindung zur damals noch im Bau befindlichen Gotthardbahn herstellen. Als sich ein Initiativkomitee um eine Konzession Pfäffikon–Arth-Goldau bemühte, verkaufte die ZGB diesem die bereits erstellten Terrainaufnahmen. Schliesslich unterzeichneten am 12. August 1889 das Initiativkomitee für den Bahnbau von Biberbrugg nach Arth-Goldau, die ZGB, die WE und ein Initiativkomitee für die Verbindungsstrecke von Pfäffikon nach Samstagern einen Fusionsvertrag, so dass am 1. Januar 1890 die beiden Bahnen in den Besitz der neugegründeten Schweizerischen Südostbahn (SOB) übergingen, die auch den Betrieb übernahm. Am 8. August 1891 eröffnete die SOB die Strecken Pfäffikon SZ–Samstagern und Biberbrugg–Arth-Goldau, womit Rapperswil Anschluss an die Gotthardbahn gefunden hatte.
Bis zur Elektrifizierung blieb die SOB betrieblich ziemlich abgeschlossen, abgesehen von Pilger- und Wintersportzügen, die teilweise von SBB-Dampflokomotiven befördert wurden.

### Schifffahrtsbetrieb

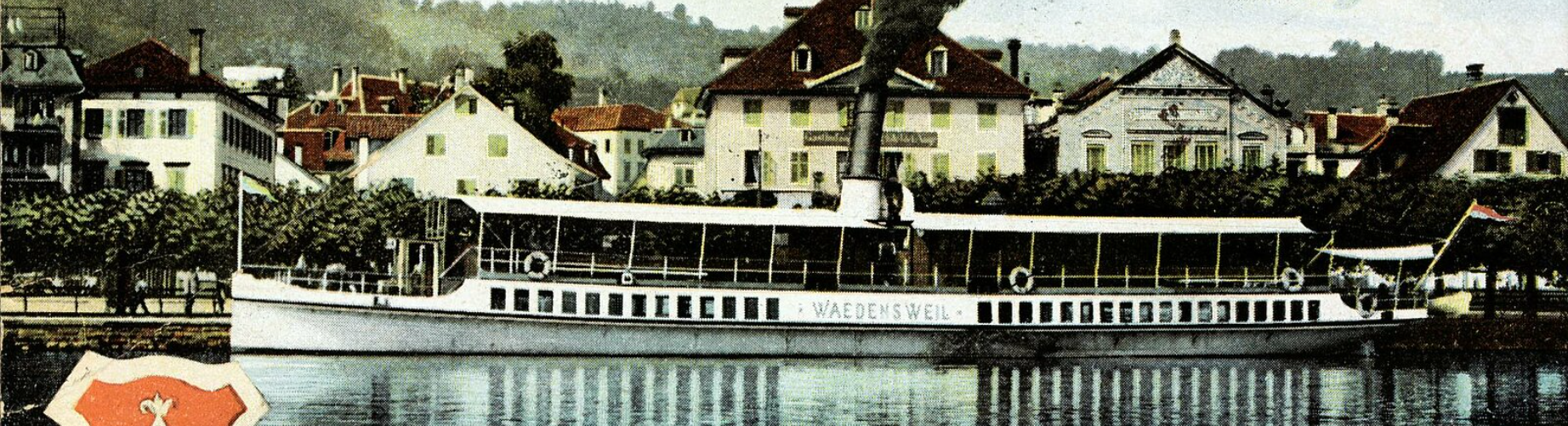
Dampfschiff Wädensweil

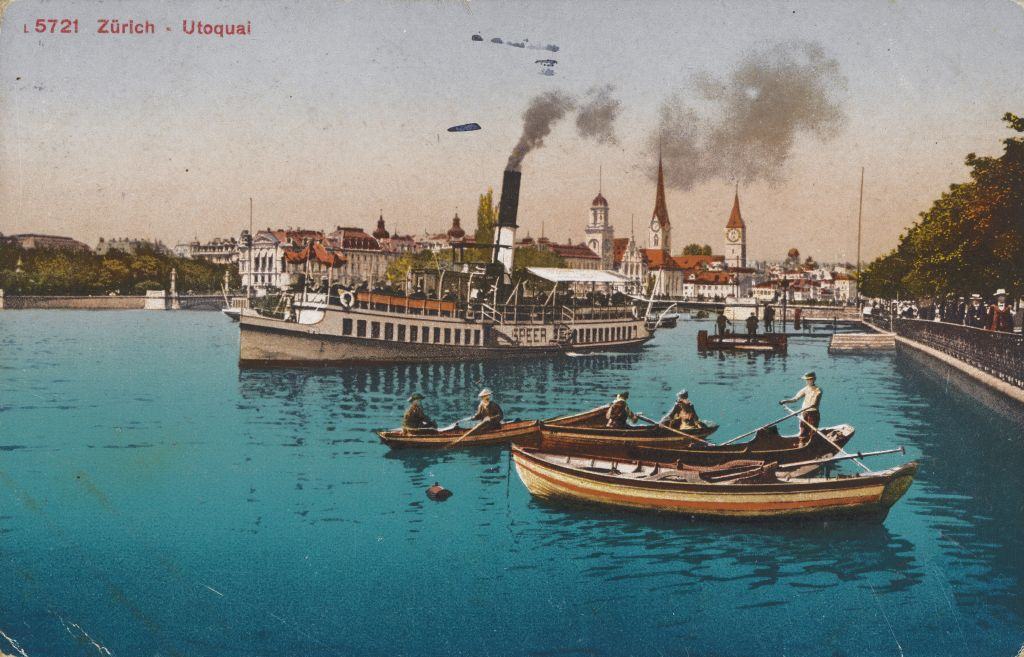
Dampfschiff Speer am Utoquai in Zürich

Da die Schiffe der Schweizerischen Nordostbahn nur zweimal täglich in Wädenswil anlegten, wurde 1894 die Wädenswiler Dampfbootgesellschaft gegründet. Die Maschinenfabrik Escher-Wyss lieferte ein Dampfschiff für 300 Fahrgäste. 1895 nahm die Südostbahn im Auftrag der Dampfbootgesellschaft mit dem neuen Schiff Wädensweil den Betrieb auf. 1897 erbaute Escher Wyss das Dampfschiff Speer. Es verkehrte bis 1945, in den letzten Jahren allerdings nur noch selten.
Zwar waren die Passagierfrequenzen zufriedenstellend, aber die Kohlepreise viel zu hoch. So wurde mit den beiden Schiffen Wädensweil und Speer nie ein Gewinn erzielt. Als 1899 die Nordostbahn von den Ufergemeinden mehr Geld für ihren Schiffsbetrieb forderte, war Wädenswil nicht mehr am eigenen Schifffahrtsbetrieb interessiert und verkaufte die beiden Schiffe der Zürcher Dampfbootgesellschaft.

### Elektrischer Betrieb

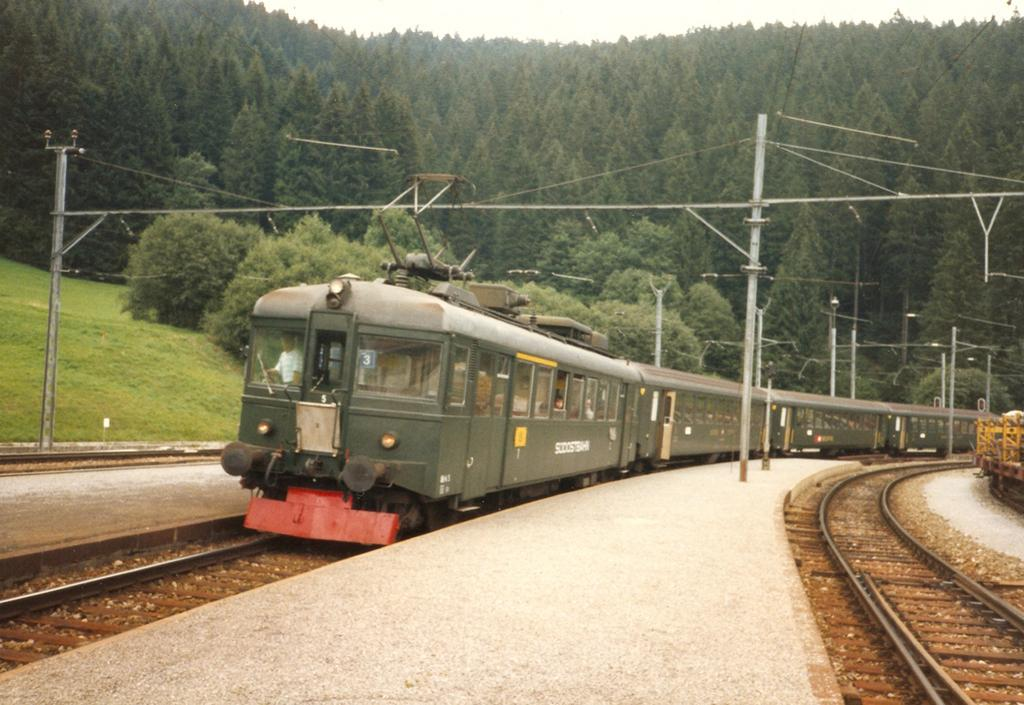
ABe 4/4 5 (früher CFZe 4/4 12) mit einem Personenzug in Biberbrugg.

Erste Studien für die Umstellung auf elektrischen Betrieb wurden bereits 1918 durchgeführt, weil der Dampfbetrieb aufgrund der während des Ersten Weltkriegs gestiegenen Kohlenpreise immer kostspieliger wurde und die Bahn in die roten Zahlen rutschte. Bereits damals entschied man sich für das SBB-Stromsystem mit 15'000 V 16 ⅔ Hz. Der Strom sollte für die Südrampe vom Kraftwerk Amsteg über das Unterwerk Steinen geliefert werden, für die Versorgung der Nordrampe war das noch zu bauende Etzelwerk vorgesehen. Das Vorhaben scheiterte aber vorerst an der Finanzierung, die erst 1938 sichergestellt wurde. Darauf begann sogleich der Bau der Fahrleitungen und der Triebfahrzeuge. Das Netz war innerhalb von nur zehn Monaten elektrifiziert, und auf den Fahrplanwechsel am 15. Mai 1939 wurde der elektrische Betrieb aufgenommen. Weil die bestellten acht Triebwagen CFZe 4/4 und BCFZe 4/4 noch nicht ausgeliefert worden waren, musste die SOB auf elektrische Triebfahrzeuge der SBB und der Bodensee-Toggenburg-Bahn (BT) zurückgreifen.
Seit der Aufnahme des elektrischen Betriebs arbeitete die Südostbahn mit der BT und den SBB zusammen. Es verkehrten direkte Züge von St. Gallen nach Arth-Goldau, von denen einige ab 1945 bis Luzern verlängert wurden und teilweise einen Speisewagen mitführten. Damit war die Direkte Linie Nordostschweiz–Zentralschweiz geboren, deren Züge heute als Voralpen-Express bezeichnet werden. Für die werktags verkehrenden Berufspendlerzüge Einsiedeln–Wädenswil–Zürich Altstetten («Gipfeli-Express») stellte die SOB Triebfahrzeug, Lokomotivführer und den Buffetwagen.
Die Verbindung der Mittelthurgaubahn mit Konstanz liess sich auch gut vermarkten. Ab Sommer 1985 gab es in enger Kooperation mit der damaligen MThB den Konstanz–Rigi-Express. Dieser verkehrte bis 1993 Konstanz – Wil – Wattwil – Rapperswil – Arth-Goldau.
Für die zahlreichen Sonderfahrten musste wegen den grossen Steigungen oft mit SOB-Triebfahrzeugen Schiebe- oder Vorspanndienst geleistet werden. Imposant waren die Wintersport- und Pilgerzüge, die mit bis zu vier Triebfahrzeugen befördert wurden.

### Fusion mit der Bodensee-Toggenburg-Bahn
Um im aufkommenden Wettbewerb im öffentlichen Verkehr die Ausgangsposition zu verbessern, wurden im Jahr 2002 mit der BT Gespräche über eine Zusammenarbeit geführt, die mit der rückwirkenden Fusion auf den 1. Januar 2001 zur «neuen» Schweizerischen Südostbahn (SOB) mit Sitz in St. Gallen endeten. Die beiden Werkstätten in Samstagern und Herisau blieben erhalten.

## Streckennetz
Die Strecken Pfäffikon SZ–Samstagern und Biberbrugg–Arth-Goldau waren die einzigen von der Südostbahn erbauten Strecken. Die anschliessenden Abschnitte wurden von den beiden Vorgängergesellschaften übernommen.
| Streckenabschnitt                          | Eröffnung       | erbaut durch | Eigentumslänge | Betriebslänge |
| ------------------------------------------ | --------------- | ------------ | -------------- | ------------- |
| Wädenswil–Samstagern–Biberbrugg–Einsiedeln | 1. Mai 1877     | WE           | 16,413 km      | 16,624 km     |
| Rapperswil–Pfäffikon SZ                    | 27. August 1878 | ZGB          | 3,510 km       | 3,978 km      |
| Pfäffikon SZ–Samstagern                    | 8. August 1891  | SOB          | 27,375 km      | 28,599 km     |
| Biberbrugg–Arth-Goldau                     | 8. August 1891  | SOB          | 27,375 km      | 28,599 km     |
| Total                                      | Total           | Total        | 47,298 km      | 49,201 km     |

Am 28. April 1992 wurde die Doppelspur Samstagern–Schindellegi-Feusisberg in Betrieb genommen.
Seit der Fusion mit der Bodensee-Toggenburg-Bahn, deren Strecke nur über die SBB-Strecke Rapperswil –Wattwil erreichbar ist, wird das Netz der «alten» Südostbahn als Südnetz bezeichnet.

## Rollmaterial

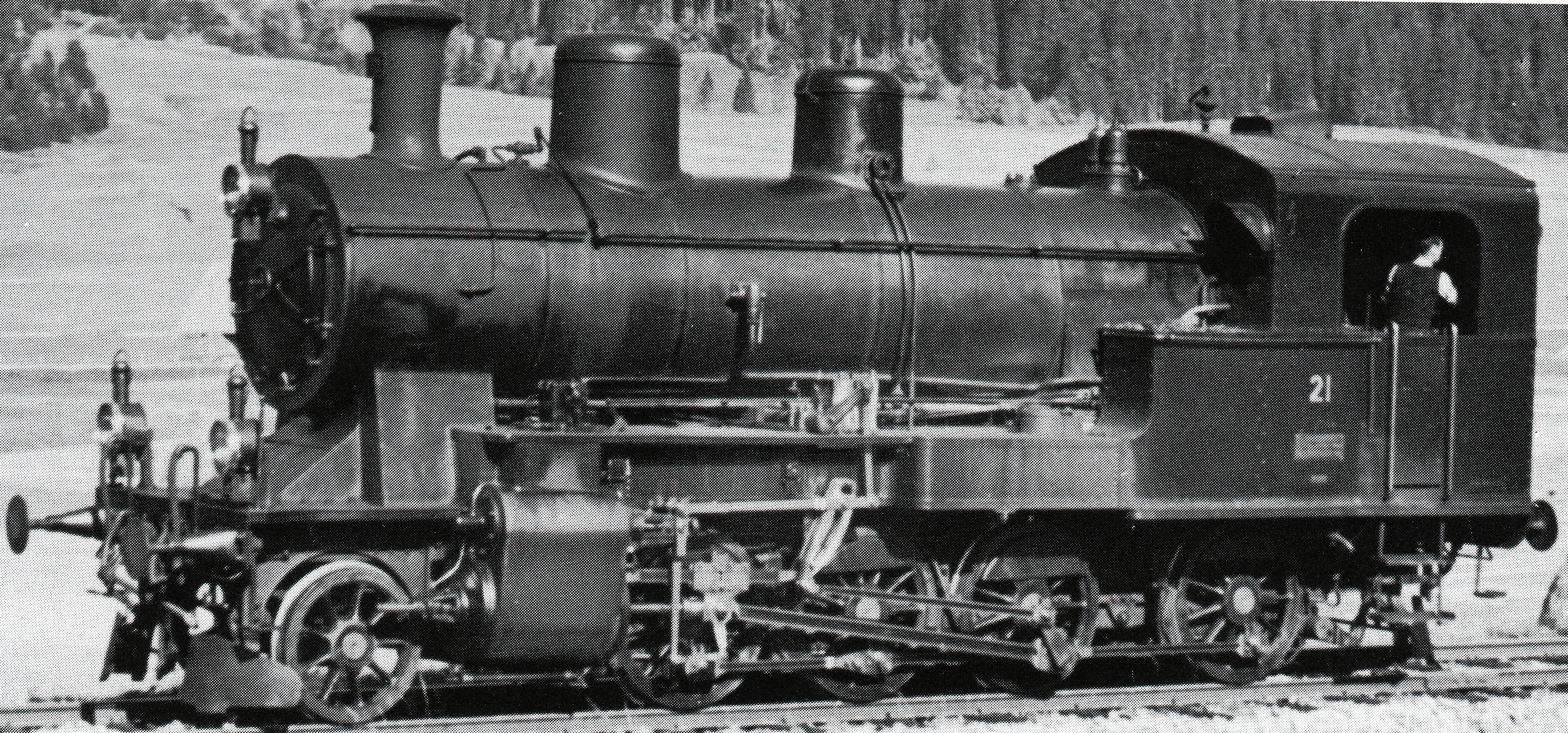
Dampflokomotive Ed 4/5 Nr. 21

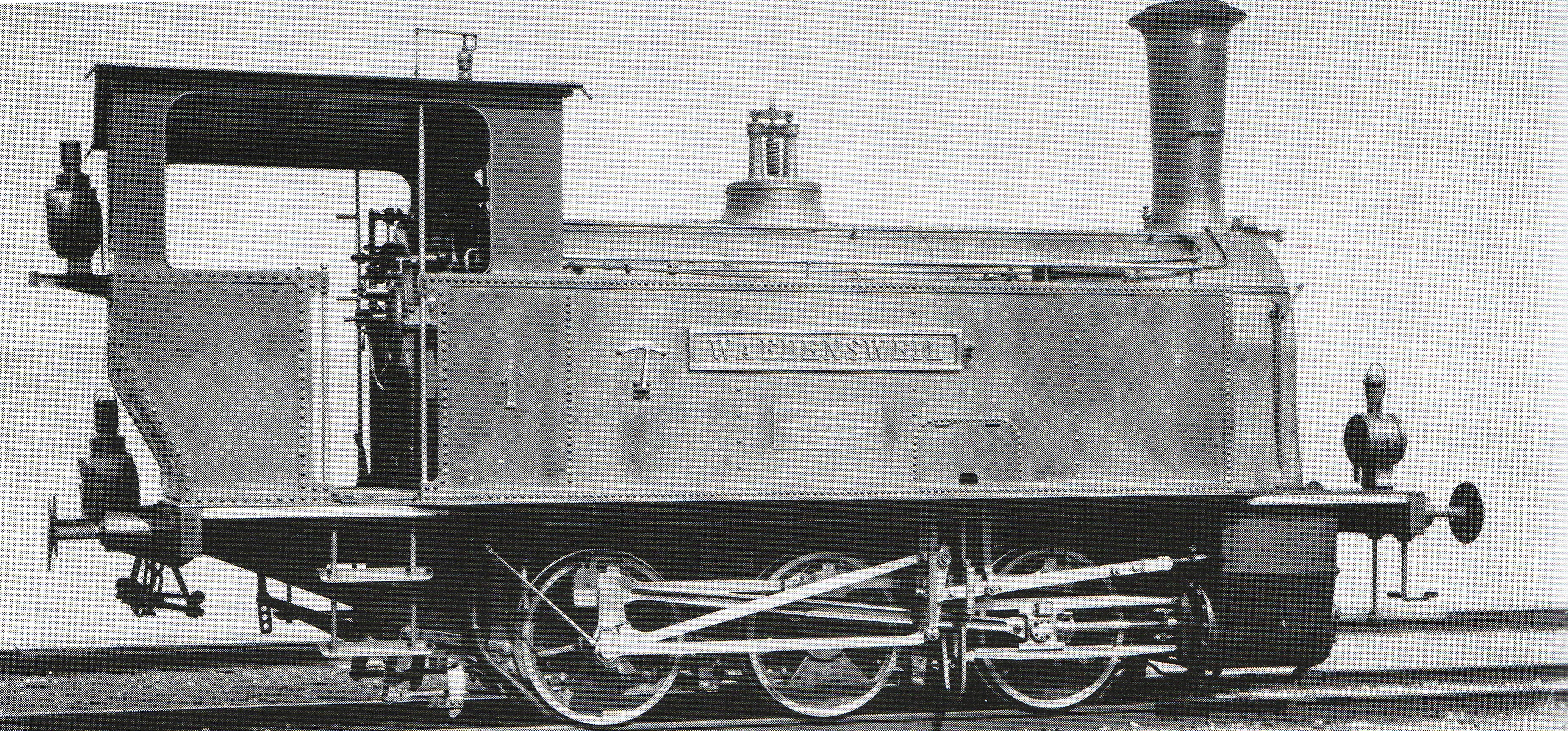
E 3/3 Nr. 1 Waedensweil

Die Steilrampen der Südostbahn mit 50 ‰ Steigung erfordern leistungsfähige Triebfahrzeuge.

### Dampflokomotiven
Von der WE übernahm die Südostbahn vier Maschinen des Typs E 3/3, die von der Maschinenfabrik Esslingen stammten. Sieben baugleiche Lokomotiven wurden 1891 von der SLM an die SOB geliefert. 1910 lieferte die SLM zwei eigens für die Betriebsverhältnisse der SOB konstruierte Heissdampf-Zwillingsmaschinen, die Ed 4/5 Nr. 21 und 22.

### Elektrische Triebfahrzeuge
Anlässlich der Elektrifikation beschaffte die Südostbahn acht Triebwagen CFZe 4/4 und BCFZe 4/4 mit einer Leistung von 1000 PS. Seit 1943 stand für die Führung der Anschlusszüge auf dem flachen Teilstück Biberbrugg–Einsiedeln der Te 2/2 31 zur Verfügung. 1944 übernahm die SOB von den SBB zwei Gepäcktriebwagen und bezeichnete sie als Fe 4/4 21–22.
Im Laufe der Zeit beschaffte die Südostbahn immer leistungsfähigere Triebwagen. 1949 kam der Einzelgänger BDe 4/4 62 in Betrieb, der eine Leistung von 1600 PS aufwies. Der Triebwagen wurde 1967 als ET 13 an die Steiermärkischen Landesbahnen (STLB) verkauft. Er diente als Vorbild für die Be 4/4 761–763 der BLS-Gruppe mit 2000 PS, aus denen der ABe 4/4 71 mit einer Leistung von 2140 PS weiterentwickelt wurde. Dieses im Jahr 1959 in Betrieb genommene Fahrzeug gilt wiederum als Prototyp für die Hochleistungstriebwagen BDe 4/4 mit 2860 PS, von welchen die SOB von 1959 bis 1979 die Nummern 81–87 beschaffte.

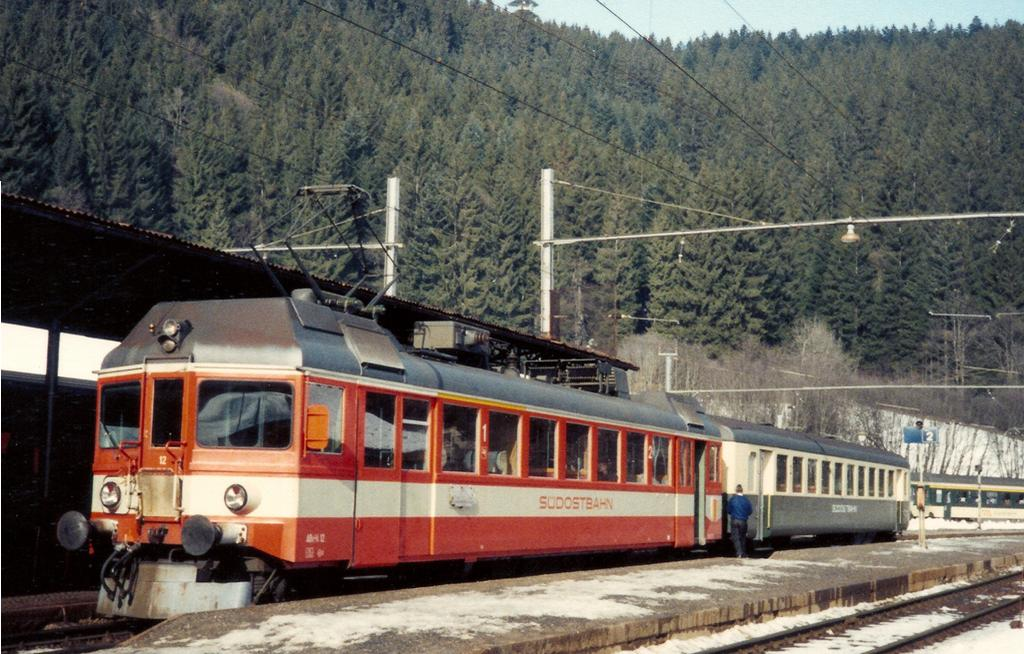
ABe 4/4 12 (früher BCFZe 4/4 12) in Biberbrugg
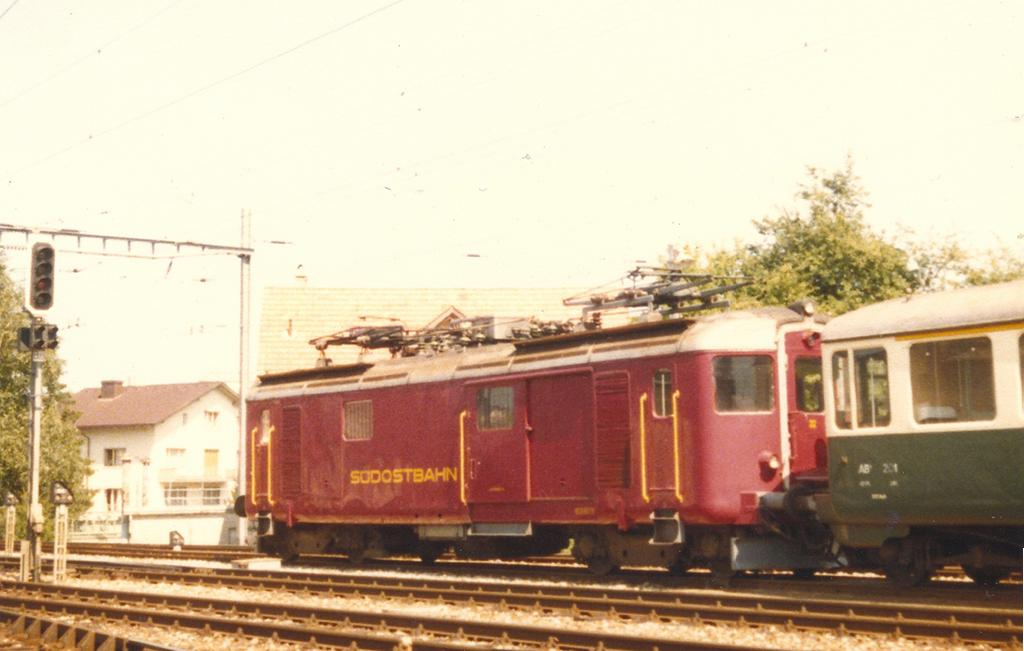
Gepäcktriebwagen De 4/4 (Fe 4/4) 22 in Einsiedeln
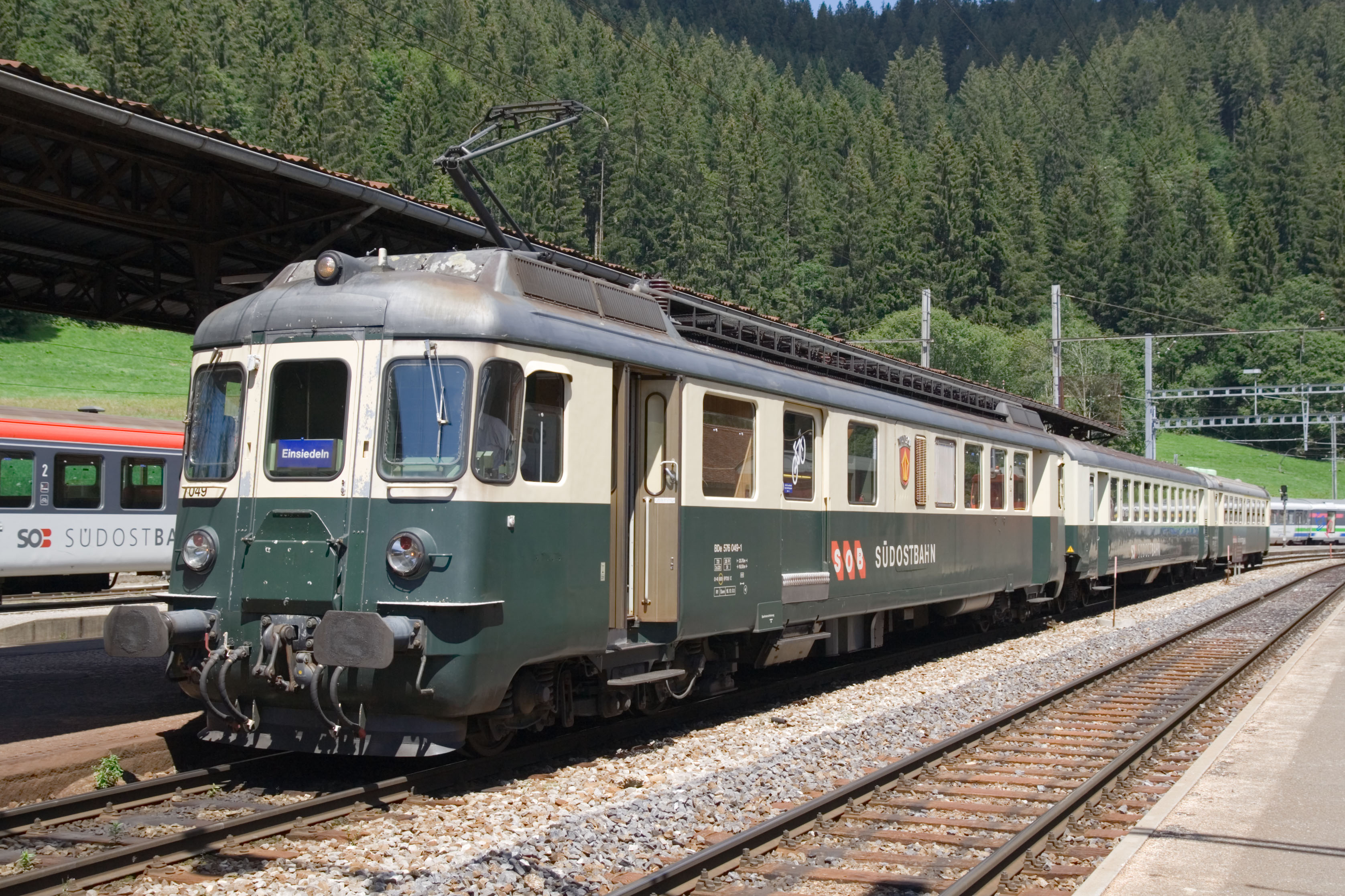
BDe 4/4 81 der ersten Serie in Biberbrugg
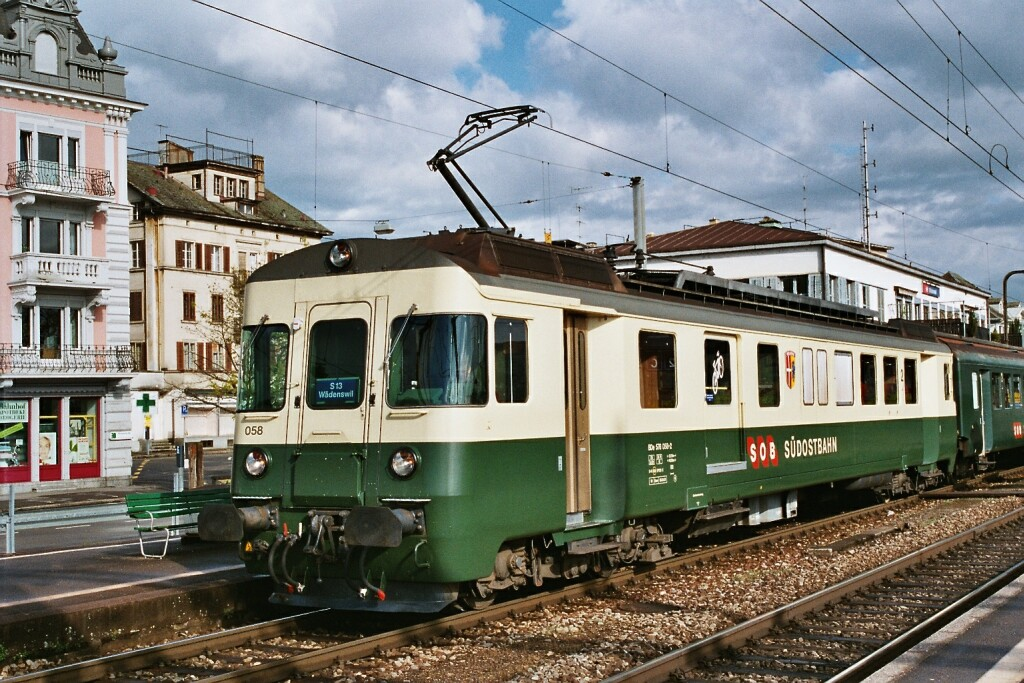
BDe 4/4 86 aus der Nachbeschaffung 1978/1979 in Wädenswil

Die immer schwerer werdenden Züge machten die Anschaffung von Hochleistungslokomotiven notwendig. Die 1966 abgelieferte Re 4/4 41 weist gegenüber den Schwestermaschinen Re 4/4 II der SBB eine geänderte Getriebeübersetzung zur Erhöhung der Zugkraft auf. 1983 bis 1985 übernahm die SOB drei gleiche gebrauchte Re 4/4 III von den SBB und gab ihnen die Nummern 42–44. 1994 bis 1996 tauschte die Südostbahn ihre vier Re 4/4 III gegen die vier Prototyp-Lokomotiven Re 4/4 IV der SBB, die sie als Re 446 445–448 bezeichnete und vor allem im Voralpen-Express einsetzte.
1993/1994 importierte die Südostbahn zusammen mit der Lokoop 20 Lokomotiven der Baureihe E 42 und rüstete sie für den Einsatz in der Schweiz um. Die Lokomotive der SOB erhielt die Bezeichnung Ae 476 012.
Der prekäre Fahrzeugmangel machte die Beschaffung von vier zweiteiligen NPZ-Zügen notwendig, die der Nachbau-Serie der SBB entsprechen und 1995 als RBDe 566 400–403 abgeliefert wurden.

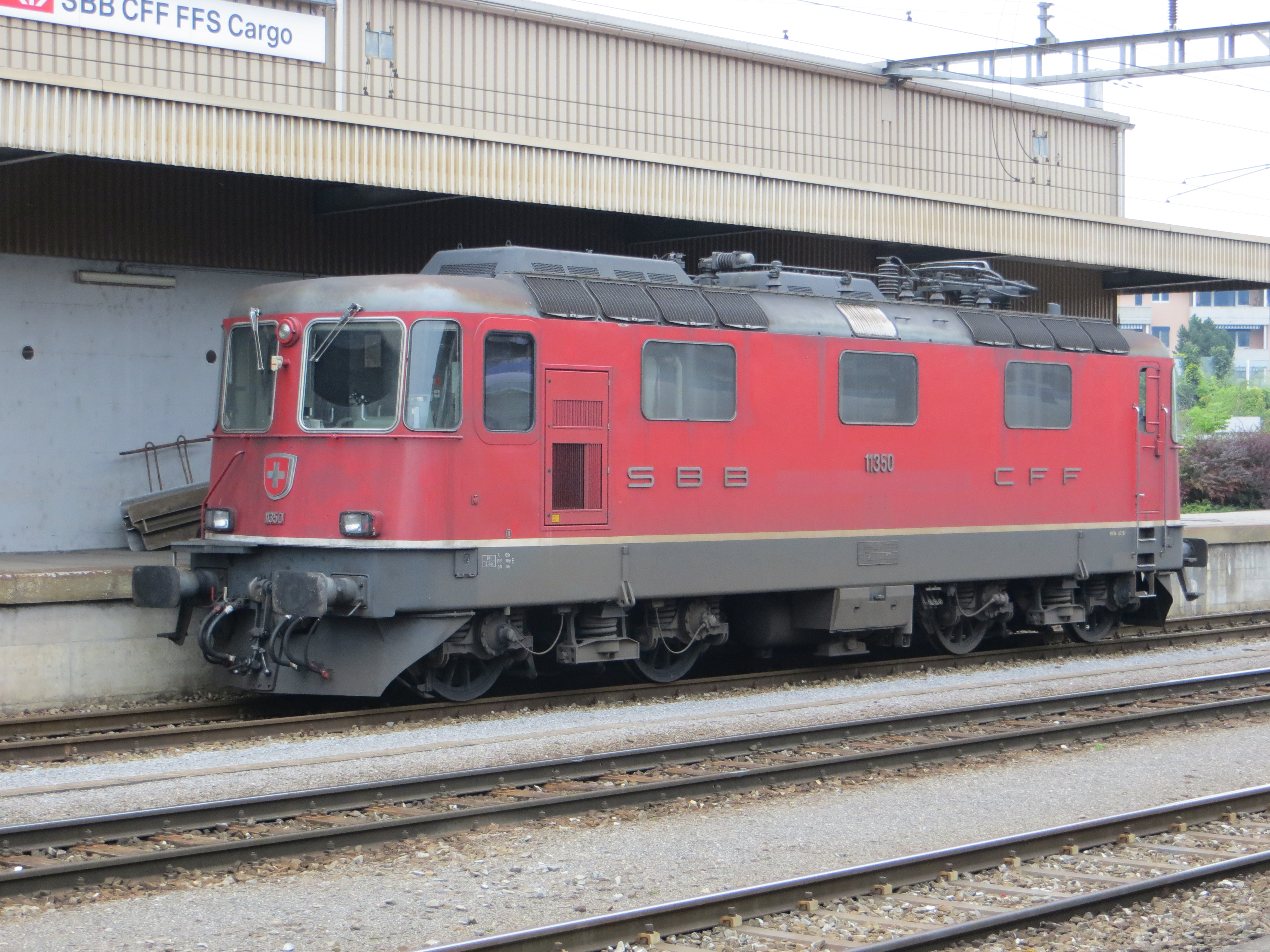
Die frühere Re 4/4 III 41 der SOB als Re 4/4 III 11350 bei den SBB
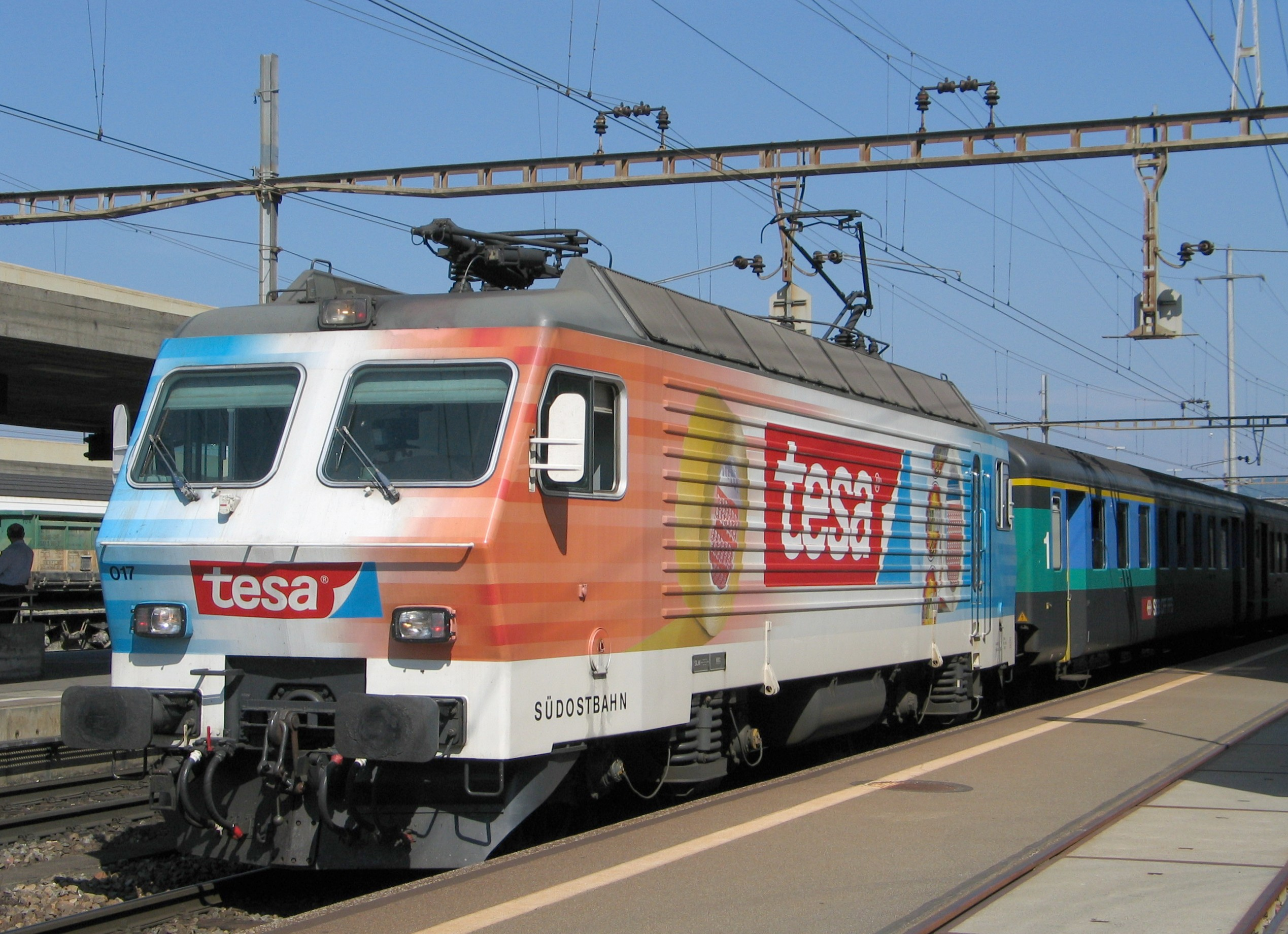
Re 4/4 IV mit Werbeanstrich in Zürich Altstetten
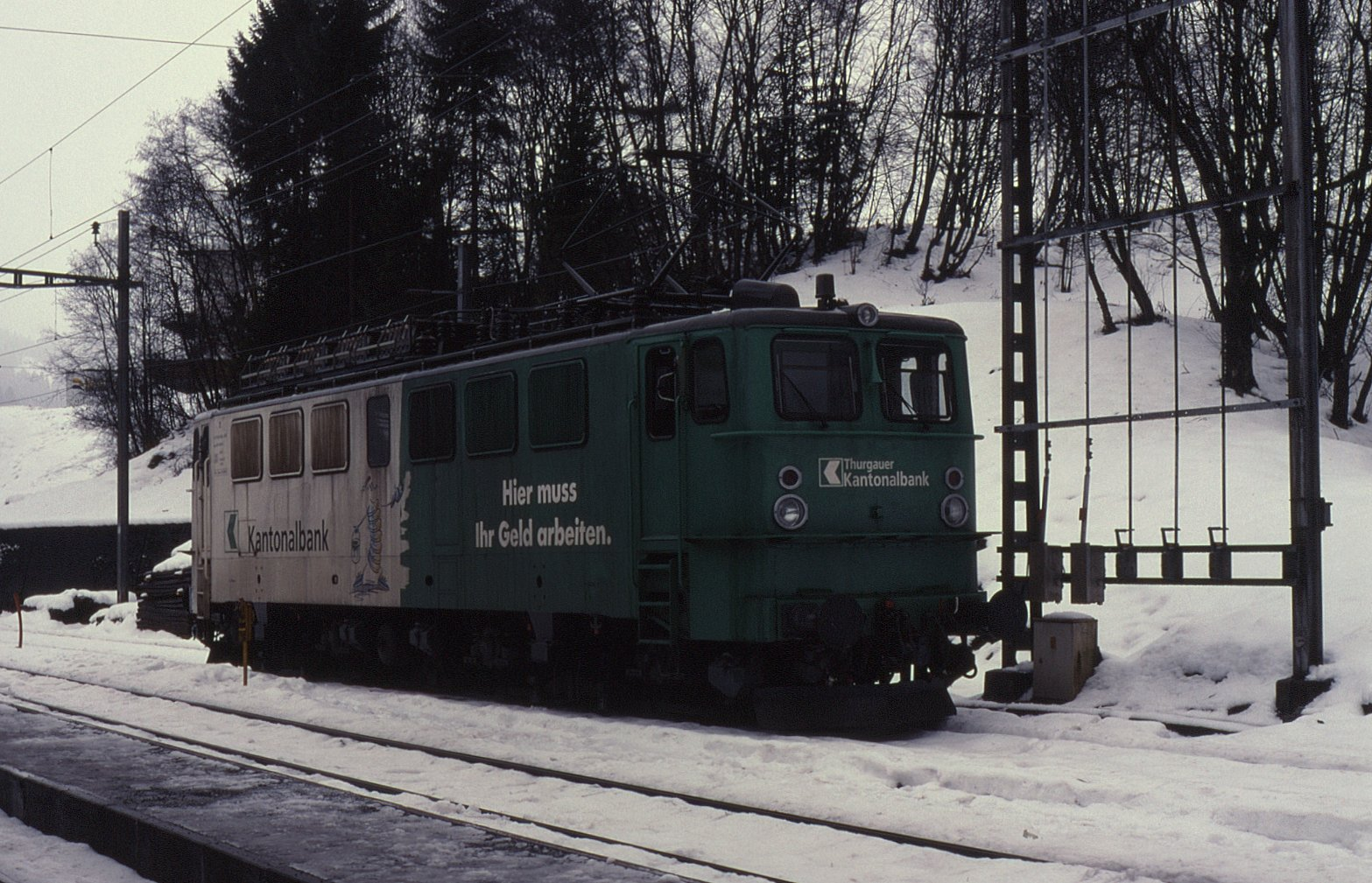
Ae 476 in Biberbrugg
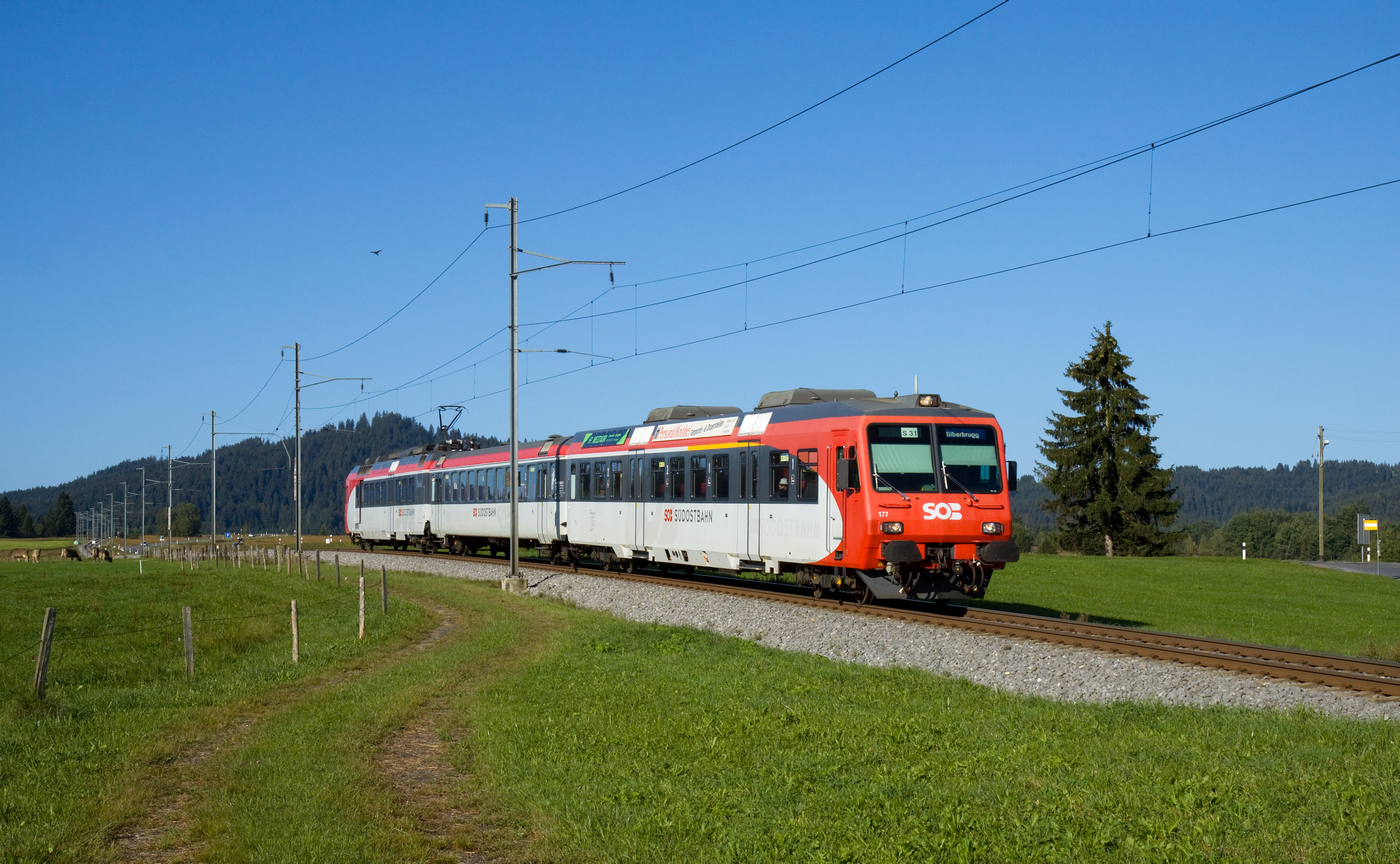
NPZ im Anstrich der «neuen» Südostbahn zwischen Altmatt und Biberbrugg

### Dieselbetriebene Fahrzeuge

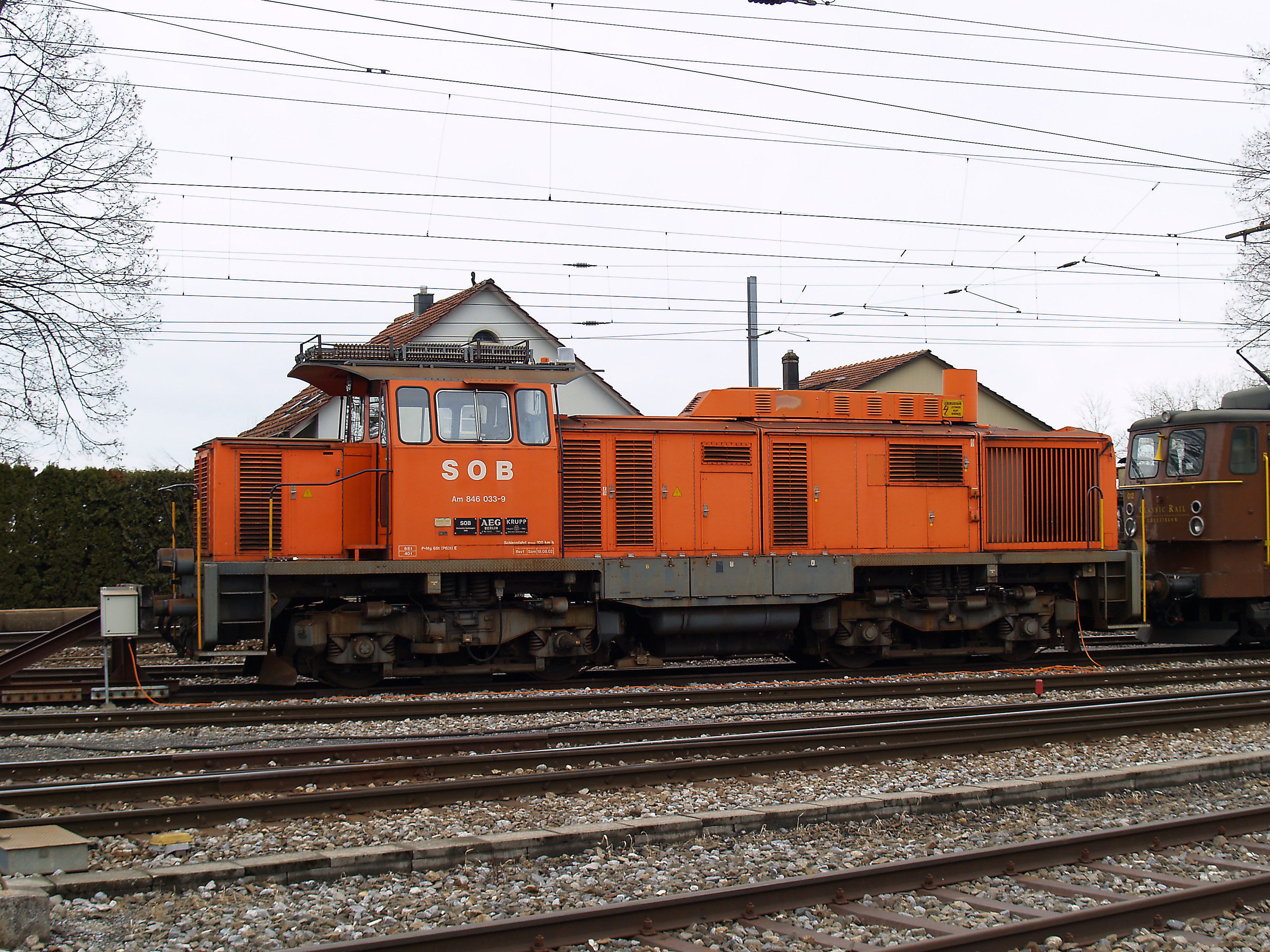
Diesellokomotive Am 846 in Samstagern

Zur Bewältigung von umfangreichen Oberbauerneuerungsarbeiten beschaffte die SOB 1990 eine leistungsfähige gebrauchte Diesellokomotive, revidierte sie und bezeichnete sie als Am 846 461.

### Übersichtstabelle
| Baureihe                                                                               | Baureihe         | Hersteller                            | Baujahr               | Herkunft                         | Stückzahl        | Stückzahl                                    | Ausrangiert                            | Bemerkungen                                                         |                  |
| Serie                                                                                  | Nummern          | Hersteller                            | Baujahr               | Herkunft                         | total            | Fusion                                       | Ausrangiert                            | Bemerkungen                                                         |                  |
| Dampflokomotiven                                                                       | Dampflokomotiven | Dampflokomotiven                      | Dampflokomotiven      | Dampflokomotiven                 | Dampflokomotiven | Dampflokomotiven                             | Dampflokomotiven                       | Dampflokomotiven                                                    | Dampflokomotiven |
| -------------------------------------------------------------------------------------- | ---------------- | ------------------------------------- | --------------------- | -------------------------------- | ---------------- | -------------------------------------------- | -------------------------------------- | ------------------------------------------------------------------- | ---------------- |
| E 3/3                                                                                  | 1–02             | Esslingen                             | 1878                  | WE                               | (Üb)04           | 0                                            | 1940–1954                              |                                                                     |                  |
| E 3/3                                                                                  | 3                | Esslingen                             | 1880                  | WE                               | (Üb)04           | 0                                            | 1940–1954                              |                                                                     |                  |
| E 3/3                                                                                  | 4                | Esslingen                             | 1887                  | WE                               | (Üb)04           | 0                                            | 1940–1954                              |                                                                     |                  |
| E 3/3                                                                                  | 5–11             | SLM                                   | 1891                  |                                  | 7                | 0                                            | 1940–1954                              |                                                                     |                  |
| Ed 4/5                                                                                 | 21–22            | SLM                                   | 1910                  |                                  | 2                | 0                                            |                                        |                                                                     |                  |
| Elektrolokomotiven                                                                     |                  |                                       |                       |                                  |                  |                                              |                                        |                                                                     |                  |
| Fe 4/4 De 4/4                                                                          | 21               | SLM/SIG/ BBC/MFO/SAAS                 | 1940/1944             | SBB (1944)                       | (Üb)02           | 0                                            | 1994                                   | ex SBB RFe 4/4 603; an Classic Rail verkauft                        |                  |
| Fe 4/4 De 4/4                                                                          | 22               | SLM/SIG/ BBC/MFO/SAAS                 | 1940/1944             | SBB (1944)                       | (Üb)02           | 0                                            | 1995                                   | ex SBB RFe 4/4 602; 1997 abgebrochen                                |                  |
| Re 4/4                                                                                 | 41               | SLM/ BBC/MFO/SAAS                     | 1966                  |                                  | 1                | 0                                            | 1994–1996                              | mit SBB gegen Re 446 getauscht; 42–44: ex SBB Re 4/4III 11351–11353 |                  |
| Re 4/4                                                                                 | 42–44            | SLM/ BBC/MFO/SAAS                     | 1970                  | SBB (1983–1985)                  | (Üb)03           | 0                                            | 1994–1996                              | mit SBB gegen Re 446 getauscht; 42–44: ex SBB Re 4/4III 11351–11353 |                  |
| Re 446                                                                                 | 445–448          | SLM/BBC                               | 1982                  | SBB (1994–1996)                  | (Üb)04           | 4                                            |                                        | ex SBB Re 4/4IV 10101–10104                                         |                  |
| Ae 476                                                                                 | 465              | LEW (Um) STAG                         | 1967                  | DB (1995)                        | (Üb)05           | 1                                            | 1996                                   | ex DB 142 103; an LAG verkauft                                      |                  |
| Ae 476                                                                                 | 466–467          | LEW (Um) STAG                         | 1971                  | DB (1995)                        | (Üb)05           | 1                                            | 1996                                   | ex DB 142 197, 199; an LAG verkauft                                 |                  |
| Ae 476                                                                                 | 468              | LEW (Um) STAG                         | 1965                  | DB (1994)                        | (Üb)05           | 1                                            |                                        | ex DB 142 042                                                       |                  |
| Ae 476                                                                                 | 469              | LEW (Um) STAG                         | 1976                  | DB (1995)                        | (Üb)05           | 1                                            | 1996                                   | ex DB 142 272; an LAG verkauft                                      |                  |
| Triebwagen                                                                             |                  |                                       |                       |                                  |                  |                                              |                                        |                                                                     |                  |
| BCFZe 4/4 ABe 4/4                                                                      | 1                | SLM/SIG o. SWS/ BBC/MFO/SAAS          | 1940                  |                                  | 4                | 1                                            | ? (Um)                                 | Umbau zu ABe 4/4 14                                                 |                  |
| BCFZe 4/4 ABe 4/4                                                                      | 2                | SLM/SIG o. SWS/ BBC/MFO/SAAS          | 1940                  | ? (Um)                           | 4                | 1                                            | Umbau zu ABe 4/4 13                    |                                                                     |                  |
| BCFZe 4/4 ABe 4/4                                                                      | 3                | SLM/SIG o. SWS/ BBC/MFO/SAAS          | 1940                  |                                  | 4                | 1                                            |                                        |                                                                     |                  |
| BCFZe 4/4 ABe 4/4                                                                      | 4                | SLM/SIG o. SWS/ BBC/MFO/SAAS          | 1940                  | 1976                             | 4                | 1                                            | Umbau zu ABe 4/4 11                    |                                                                     |                  |
| CFZe 4/4 ABe 4/4                                                                       | 11               | SLM/SIG o. SWS/ BBC/MFO/SAAS          | 1939                  |                                  | 4                | 0                                            | 1959 (Um)                              | Umbau zu BCFZe 4/4 7                                                |                  |
| CFZe 4/4 ABe 4/4                                                                       | 12               | SLM/SIG o. SWS/ BBC/MFO/SAAS          | 1939                  | 1946 (Um)                        | 4                | 0                                            | Unfall, Umbau zu BCFZe 4/4 5           |                                                                     |                  |
| CFZe 4/4 ABe 4/4                                                                       | 13               | SLM/SIG o. SWS/ BBC/MFO/SAAS          | 1939                  | 1958                             | 4                | 0                                            | an STB (106) verkauft                  |                                                                     |                  |
| CFZe 4/4 ABe 4/4                                                                       | 14               | SLM/SIG o. SWS/ BBC/MFO/SAAS          | 1940                  | 1953 (Um)                        | 4                | 0                                            | Umbau zu BCFZe 4/4 6                   |                                                                     |                  |
| BCFZe 4/4 ABe 4/4                                                                      | 5                | SLM/SIG o. SWS/ BBC/MFO/SAAS          | 1939/1947             |                                  | (Um)03           | 1                                            |                                        | ex CFZe 4/4 12                                                      |                  |
| BCFZe 4/4 ABe 4/4                                                                      | 6                | SLM/SIG o. SWS/ BBC/MFO/SAAS          | 1940/1953             | ? (Um)                           | (Um)03           | 1                                            | ex CFZe 4/4 14; Umbau zu ABe 4/4 12III |                                                                     |                  |
| BCFZe 4/4 ABe 4/4                                                                      | 7                | SLM/SIG o. SWS/ BBC/MFO/SAAS          | 1939/1959             | 1964                             | (Um)03           | 1                                            | ex CFZe 4/4 11; an STB (107) verkauft  |                                                                     |                  |
| BDe 4/4                                                                                | 62               |                                       | 1949                  |                                  | 1                | 0                                            | 1967                                   | an StLB (ET 13) verkauft                                            |                  |
| ABe 4/4                                                                                | 71 (1979)080     | SIG/BBC                               | 1959 (Um) /1979       |                                  | 1                | 1                                            |                                        | Umbau zu BDe 4/4 80 (1979)                                          |                  |
| BDe 4/4                                                                                | 81               | SIG/BBC                               | 1959                  |                                  | 7                | 7                                            |                                        | «Hochleistungstriebwagen»                                           |                  |
| BDe 4/4                                                                                | 82               | SIG/BBC                               | 1966                  |                                  | 7                | 7                                            |                                        | «Hochleistungstriebwagen»                                           |                  |
| BDe 4/4                                                                                | 83–87            | SIG/BBC                               | 1978–1979             |                                  | 7                | 7                                            |                                        | «Hochleistungstriebwagen»                                           |                  |
| ABDe 2/4                                                                               | (BT) 44 (1988)09 | SWS/SAAS/BT                           | 1952                  | BT (1977) BT (1988)              | (Üb)01           | 0                                            | 1996                                   | BT BCFe 2/4 44, ab 1977 gemietet, 1988 gekauft                      |                  |
| ABe 4/4                                                                                | 11II             | SLM/SIG o. SWS/ BBC/MFO/SAAS/ FFA/RhB | 1940 (Um)0/ 1978–1982 |                                  | (Um)04           | 4                                            |                                        | ex ABe 4/4 4                                                        |                  |
| ABe 4/4                                                                                | 12III            | SLM/SIG o. SWS/ BBC/MFO/SAAS/ FFA/RhB | 1940 (Um)0/ 1978–1982 |                                  | (Um)04           | 4                                            | ex ABe 4/4 6                           |                                                                     |                  |
| ABe 4/4                                                                                | 13II             | SLM/SIG o. SWS/ BBC/MFO/SAAS/ FFA/RhB | 1940 (Um)0/ 1978–1982 |                                  | (Um)04           | 4                                            | ex ABe 4/4 2                           |                                                                     |                  |
| ABe 4/4                                                                                | 14II             | SLM/SIG o. SWS/ BBC/MFO/SAAS/ FFA/RhB | 1940 (Um)0/ 1978–1982 |                                  | (Um)04           | 4                                            | ex ABe 4/4 1                           |                                                                     |                  |
| RBDe 566                                                                               | 400–403          | SWG/SIG/ABB                           | 1995                  |                                  | 4                | 4                                            |                                        | «SBB-NPZ» Serie 4                                                   |                  |
| BDe 576                                                                                | 490–491          | SIG/SWS SAAS/BBC/MFO                  | 1966                  | WM (1997)                        | (Üb)02           | 2                                            |                                        | ex WM BDe 4/4 1–2                                                   |                  |
| Steuerwagen                                                                            |                  |                                       |                       |                                  |                  |                                              |                                        |                                                                     |                  |
| BCt4 ABt                                                                               | 201 (1989)0252   | SWS                                   | 1945                  |                                  | 2                |                                              |                                        | Umbau 1960 für BDe 4/4; Umbau 1989 für ABe 4/4                      |                  |
| BCt4 ABt                                                                               | 202 (1974)0251   | SWS                                   | 1945                  |                                  | 2                | Umbau 1966 zu Bt 204; Umbau 1989 für ABe 4/4 |                                        |                                                                     |                  |
| ABt                                                                                    | 202II            |                                       | 1966                  |                                  | 7                |                                              |                                        |                                                                     |                  |
| ABt                                                                                    | 203              | 1972                                  |                       |                                  | 7                |                                              |                                        |                                                                     |                  |
| ABt                                                                                    | 204–208          | 1978–1979                             |                       |                                  | 7                |                                              |                                        |                                                                     |                  |
| BDt                                                                                    | 291–292          |                                       | (Um) /1984            |                                  | 2                | 2                                            |                                        | Umbau aus BT BD                                                     |                  |
| ABt 39-35                                                                              | 900–903          | SWG/SIG/ABB                           | 1995                  |                                  | 4                | 4                                            |                                        | zu SBB-NPZ                                                          |                  |
| Bt BDt                                                                                 | 975 (1997)0199   | SWP/BBC                               | 1966 (Um) /1999       | WM (1997)                        | (Üb)01           | 1                                            |                                        | ex WM Bt 11 (EW I)                                                  |                  |
| Personenwagen                                                                          |                  |                                       |                       |                                  |                  |                                              |                                        |                                                                     |                  |
| C4                                                                                     | 211–212          |                                       | 1942                  |                                  | 2                | 0                                            | 1974                                   | Umbau aus SBB Dreiachswagen                                         |                  |
| BCF4                                                                                   | 221–223          |                                       | 1943–1944             |                                  | 3                | 0                                            | 1954–1957                              | Umbau aus SBB Dreiachswagen; Umbau zu BD 231–233                    |                  |
| C4                                                                                     | 213–214          | SWS                                   | 1946                  |                                  | 3                | 0                                            | 1999                                   |                                                                     |                  |
| C4                                                                                     | 215              | SWS                                   | 1948                  |                                  | 3                | 0                                            | 1999                                   |                                                                     |                  |
| BC4 AB                                                                                 | 205 (1977)0261   | SWS                                   | 1949                  |                                  | 1                | 0                                            |                                        |                                                                     |                  |
| B                                                                                      | 216              | SWS                                   | 1954                  |                                  | 1                | 0                                            |                                        |                                                                     |                  |
| AB                                                                                     | 206 (1977)0262   | SIG                                   | 1956                  |                                  | 1                | 0                                            |                                        |                                                                     |                  |
| B                                                                                      | 217–218          |                                       | 1964–1965             |                                  | 8                |                                              |                                        |                                                                     |                  |
| B                                                                                      | 219              |                                       | 1972                  |                                  | 8                |                                              |                                        |                                                                     |                  |
| B                                                                                      | 224–228          |                                       | 1981                  |                                  | 8                |                                              |                                        |                                                                     |                  |
| BD                                                                                     | 231–233          |                                       | (Um)0/ 1954–1957      |                                  | (Um)03           | 0                                            | 1980–1983                              | ex BCF 221–223; Umbau zu X 812–814                                  |                  |
| Cr4                                                                                    | 241              | SWS                                   | 1956                  |                                  | 1                | 0                                            | ?                                      | an CSG verkauft                                                     |                  |
| Br                                                                                     | 242              |                                       | 1972                  |                                  | 1                | 1                                            |                                        |                                                                     |                  |
| ABi                                                                                    | 207–208 0271–272 | SWS                                   | 1950                  | SBB (1974)                       | (Üb)02           | 0                                            | 1979, ?                                | ex ABi 37-03 017–018                                                |                  |
| ABDi                                                                                   | 281–282          | SWS                                   | 1947                  | SBB (1983)                       | (Üb)03           | 0                                            | 1992                                   | ex ABDi 81-03 002, 001, 003 (Ersatzteilspender)                     |                  |
| B 20-03                                                                                | 311–312          |                                       | 1955                  | SBB (1983)                       | (Üb)02           | 0                                            |                                        | ex B 311, 302                                                       |                  |
| B 20-03                                                                                | 313–314          | MThB (1987)                           | 1955                  | (Üb)02                           | 0                | ex SBB B 307, 309; ex MThB B 117–118         |                                        |                                                                     |                  |
| AB 39-03                                                                               | 361              |                                       | 1958                  | SBB (1983)                       | (Üb)01           | 0                                            |                                        | ex AB 185                                                           |                  |
| AB 39-03                                                                               | 362              | 1961                                  | MThB (1988)           | (Üb)01                           | 0                | ex SBB AB 117; ex MThB AB 152                |                                        |                                                                     |                  |
| A                                                                                      | 120              |                                       | 1991                  |                                  | 1                | 0                                            | 2000                                   | an SBB verkauft                                                     |                  |
| B                                                                                      | 250–252          |                                       | 1991                  |                                  | 3                | 0                                            | 2000                                   | an SBB verkauft                                                     |                  |
| A 18-35                                                                                | 520–521          |                                       | (Um) /1997            |                                  | (Um)03           | 3                                            |                                        | Revvivo, ex SBB B 20-33 236, 281                                    |                  |
| A 18-35                                                                                | 522              | (Um) /1999                            |                       | Revvivo, ex SBB B 20-33 332      | (Um)03           | 3                                            |                                        |                                                                     |                  |
| B 20-35                                                                                | 800–803          |                                       | (Um) /1997            |                                  | (Um)06           | 6                                            |                                        | Revvivo, ex SBB B 20-33 101, 100, 187, 201                          |                  |
| B 20-35                                                                                | 804–805          | (Um) /2000                            |                       | Revvivo, ex SBB B 20-34 187, 176 | (Um)06           | 6                                            |                                        |                                                                     |                  |
| B 20-35                                                                                | 808–809          |                                       | 1960/1998             |                                  | (Um)02           | 2                                            |                                        | Revvivo (ex Rigi), ex SBB B 20-33 293, 263                          |                  |
| BR 85-35                                                                               | 771              |                                       | (Um) /1997            |                                  | (Um)01           | 1                                            |                                        | Revvivo, ex BT B 20-33 102                                          |                  |
| Rangierlokomotiven und Traktoren                                                       |                  |                                       |                       |                                  |                  |                                              |                                        |                                                                     |                  |
| Am 846                                                                                 | 461              | Krupp/AEG                             | 1963                  | (1990)                           | (Üb)01           | 1                                            |                                        | ex ME 1500 (201 001)                                                |                  |
| Te 2/2                                                                                 | 31               | SLM/SAAS                              | 1943                  |                                  | 1                | 1                                            | 2015                                   |                                                                     |                  |
| Tm                                                                                     | 32               | Jung                                  | 1958                  | (1975)                           | (Üb)01           | 1                                            |                                        | ex Zürcher Freilager                                                |                  |
| Tm                                                                                     | 33               | Stadler                               | 1983                  |                                  | 1                | 1                                            |                                        |                                                                     |                  |
| Tm                                                                                     | 34               | Jung                                  | 1960                  | (1984)                           | (Üb)01           | 1                                            |                                        | ex DB Köf 6742                                                      |                  |
| Üb = Übernahme aus fremdem Bestand (Gebrauchtfahrzeug); Um = Umbau aus eigenem Bestand |                  |                                       |                       |                                  |                  |                                              |                                        |                                                                     |                  |